# Oleria innocentia
Oleria innocentia är en fjärilsart som beskrevs av Günter Theodor Tessmann 1928. Oleria innocentia ingår i släktet Oleria och familjen praktfjärilar. Inga underarter finns listade i Catalogue of Life.